# Starovice
Starovice (en allemand : Gross Steurowitz) est une commune du district de Břeclav dans la région de Moravie-du-Sud, en République tchèque. Sa population s'élevait à 920 habitants en 2020.

## Géographie
Starovice se trouve à 3 km au nord-ouest du centre de Hustopeče, à 26 km au nord-ouest de Břeclav, à 29 km au sud-sud-est de Brno et à 207 km à l’est-nord-est de Prague.
La commune est limitée par Velké Němčice au nord-ouest et au nord, par Hustopeče à l'est et au sud-est, par Popice au sud-ouest et par Uherčice à l'ouest.

## Histoire
La première mention écrite de la localité date de 1322.